# Birgit Herz
Birgit Herz (* 24. Juni 1956 in Ottenhausen/Saar), geschiedene Warzecha, ist eine Universitätsprofessorin für die Pädagogik bei Verhaltensstörungen. Sie war von 1995 bis 2008 Professorin für Erziehungswissenschaft zur Verhaltensgestörtenpädagogik an der Universität Hamburg und von 2009 bis 2023 Lehrstuhlinhaberin für die Pädagogik bei Verhaltensstörungen an der Leibniz Universität Hannover.

## Beruflicher Werdegang
1972 gründete Herz einen sozialpädagogischen Arbeitskreis für Schüler aus einer Obdachlosennotunterkunft in Völklingen/Saar und studierte von 1976 bis 1982 Verhaltensgestörtenpädagogik, Kunst und Evangelische Theologie an der Pädagogischen Hochschule des Saarlandes in Saarbrücken und an der Johann-Wolfgang-Goethe Universität in Frankfurt am Main. In Frankfurt arbeitete sie von 1983 bis 1991 als Sonderschullehrerin, promovierte 1990 zu ihrer Vollzeitberufstätigkeit und wurde 1991 in Gestalttherapie graduiert. Nach zwei Jahren als Hochschulassistentin für Frauenforschung und Verhaltensgestörtenpädagogik an der Johann-Wolfgang-Goethe Universität (1992–1994) vertrat sie zunächst die Professur an der Universität Hamburg, deren Ruf sie 1995 erhielt und bis 2008 innehatte, bevor sie 2009 den Ruf als Lehrstuhlinhaberin an der Leibniz Universität Hannover annahm.

## Arbeitsschwerpunkte
Zu ihren wissenschaftlichen Kernthemen an der Universität Hamburg bis zum Wechsel an die Leibniz Universität Hannover gehörten insbesondere die Geschlechterforschung, Kinderarmut und Bildung, institutionelle und soziale Desintegrationsprozesse sowie die Begründung, Evaluation und Verstetigung eines alternativen Bildungsprojektes für Jugendliche aus der Prostitutions- und Drogenszene um den Hamburger Hauptbahnhof.
Seit 1997 eröffnete die enge Forschungskooperation mit den finnischen Universitäten Joensuu und Jyväskylä eine Vertiefung inklusions- und sonderpädagogischer Fragestellungen zur Lehrerbildung auch im Hinblick auf die Implementation der konsekutiven Studiengänge an den deutschen Universitäten.
Mit der Rufannahme an die Leibniz Universität Hannover folgten als weitere Lehr- und Forschungsgebiete in ihrer Abteilung Pädagogik bei Verhaltensstörungen Kinderschutz, Exklusionsprozesse bei Heranwachsenden mit Verhaltensstörungen sowie pädagogische Professionalisierung im globalen Ökonomisierungsstress.
Mit dem interprofessionellen Fachbezug zu den zahlreichen Risikolagen von Kindern und Jugendlichen in heterogenen Notsituationen versteht Birgit Herz Erziehungswissenschaft und Sonderpädagogik als politische Handlungswissenschaft in der Tradition der Kritischen Theorie. Sie vertrat in ihren wissenschaftlichen Studien demokratiepädagogische und kinderrechtstärkende Positionen. Ihre Kritik an soziokulturellen Ausgrenzungsprozessen vulnerabler Kinder und Jugendlichen waren u. a. ein zentrales Motiv für ihre universitären und außeruniversitären Aktivitäten.
Birgit Herz war 2019 Gründungsmitglied und Mit-Herausgeberin der wissenschaftlichen Jahreszeitschrift ESE-Emotionale und Soziale Entwicklung in der Pädagogik bei Erziehungshilfe und Verhaltensstörungen beim Julius Klinkhardt Verlag und ist seit 2017 Mit-Herausgeberin der VHN Vierteljahreszeitschrift für Heilpädagogik und ihr Nachbargebiete beim Ernst Rheinhardt Verlag sowie Herausgeberin der Buchreihen „Studien zur Jugendhilfe“ beim Waxmann-Verlag, „Kinder, Krisen, Konflikte“ beim Lit-Verlag und zusammen mit David Zimmermann/HU Berlin und Thomas Müller/Uni Würzburg „Dialog Erziehungshilfe“ beim Klinkhardt-Verlag.
2023 erfolgte ihre Berufung in das Wissenschaftliche Konsortium des Bundesministeriums für Familie, Senioren, Frauen und Jugend zur forschungsbezogenen Begleitung des Kinder- und Jugendstärkungsgesetzes.